# 青枯病菌
青枯病菌（あおがれびょうきん）とは青枯病の病原細菌のこと。学名Ralstonia solanacearum（ラルストニア・ソラナケアルム）。かつてはPseudomonasに属していたが、1996年に現在の属に変更された。宿主範囲は広く、ナス科植物やショウガ、バナナなど、200種以上の植物に感染する。
根の傷などから植物体内に侵入後、維管束内で増殖し、細胞外多糖を大量生産して維管束の通水を悪化させ、植物を枯死に至らしめる。青枯病菌自体は乾燥に弱く、酸やアルカリなどで容易に死滅するが、水の中で何年も安定して生残する性質があり、薬剤による土壌消毒を行っても地下深くに生残し、適当な作物が植えられると地上部に上って再び青枯病を発生させる。このため、防除の非常に困難な病害として知られる。
青枯病は25℃以上で激発し、それ以下に気温が低くなると萎れていた植物体も回復することがある。
培養した青枯病菌を10℃以下で保存すると菌が死んでしまい培養できなくなることがある。このため培養したシャーレは15℃で保存することが望ましい。
青枯病菌の培養にはCPG培地か、視認性を高めるためにテトラゾリウムレッドを加える。青枯病菌はこれらの培地上で細胞外多糖(EPS)を大量産生し、流動性の高いコロニーを形成する。テトラゾリウムレッドを加えたTTC培地上では特徴的な渦巻き状の赤い発色をするコロニーが形成される。病原性を喪失した変異株が容易に発生し、そのコロニーの流動性は低く、コロニー形成早期から濃い赤発色をすることで病原性の高いものと区別することができる。
土壌や植物体など雑菌が含まれるサンプルから青枯病菌を選択的に分離するには原・小野選択培地を用いる。コロニーの流動性が高く、赤い発色の模様が実体顕微鏡などで観察した場合に渦巻き状であることが青枯病菌の特徴である。原・小野選択培地は優れた選択性を示すが、土壌から青枯病菌を分離するには10の4乗 cfu/g以上の菌密度で生息している必要があり、それ以下の菌密度だと検出は難しい。
青枯病菌の保存には水保存が適している。青枯病菌の菌体を１白金耳掻き取り、100 mlの滅菌水に懸濁して室温で保存する。この際、15～32℃で保存するのが望ましく、10℃以下の低温に一定期間さらすと青枯病菌は培養できなくなることが多い。
青枯病菌は容易に変異して病原性を失うため、時折トマトなど罹病性の植物に接種し、枯死した株から強病原性の青枯病菌を再分離する事が望ましい。
菌密度が低く原・小野選択培地による希釈平板培地では検出が難しい場合は、原・小野選択培地から寒天を抜いた液体培地で増菌法を行うとよい。
トマトなど植物体から原・小野選択培地で青枯病菌を分離しようとすると、青枯病菌の変異株に酷似した濃い赤発色の締まったコロニーが検出されることが多い。従来、これらのコロニーは青枯病菌の変異株だと見なされていたが、実際には同属異種のR. pickettiiやR. mannitoliliticaなどであることが多い。
青枯病菌は水中や土壌中など水分の含まれる環境下では長く生残するが乾燥に弱いことが経験的に知られている。しかし土壌中では乾燥しても耐久性が高く、このため圃場には靴や農機具に付着した土壌の持ち込みに十分注意する必要がある。
江戸時代の農書「続物紛」には、塩水や海水が青枯病に効果があるとの記述がある。
篠原（２０１１）による検討では3.5%の食塩水で青枯病菌は検出されなくなることが分かっている。
しかしトマトなどの作物が生育可能な塩分濃度は0.14%であり、土壌に海水を撒くなどの対策は現実的ではなく、養液栽培の装置の消毒などに適用が限られると思われる。
青枯病菌はその病原性遺伝子群をクオラム・センシングというメカニズムで制御している。
病原性遺伝子群の制御に関わるクオルモンとして3-OH PAMEを利用する。3-OH PAMEを分解する酵素を青枯病菌に供すると、青枯病菌は細胞外多糖を大量産生できなくなることが知られている。